# Herminiocala atomosa
Herminiocala atomosa là một loài bướm đêm trong họ Noctuidae.